# Zibane Ngozi
Zibane Ngozi (31 de outubro de 1992) é um atleta botsuano, medalhista olímpico.
Nos Jogos Olímpicos de Verão de 2020, conquistou a medalha de bronze na prova de revezamento 4x400 metros masculino com o tempo de 2:57.27 minutos, ao lado de Isaac Makwala, Baboloki Thebe e Bayapo Ndori.